# Amanita smithiana
Amanita smithiana là một loài nấm được tìm thấy trong đất rừng là kim (Abies, Tsuga, Pseudotsuga) và lá rộng (Alnus, Quercus) ở Tây Bắc THái Bình Dương của Bắc Mỹ. Nó mọc vào tháng 8 và 9.